# Université d'Iwate
L'université d'Iwate (lire : iwaté)  (岩手大学, Iwate Daigaku) est une université nationale japonaise, située à Morioka, dans la Préfecture d'Iwate. Elle trouve son origine dans une école fondée en 1876, mais elle existe sous son statut actuel depuis 1949. C’est l’une des grandes universités du nord du Japon. 6 200 étudiants y sont inscrits et 422 enseignants-chercheurs (P.U., M.C., lecteurs et ATER) y travaillent. 
À Morioka et dans ses environs, cet établissement est aussi surnommé « Gandai 岩大 » ; cette appellation reprend les premiers kanji des deux mots qui forment son nom japonais (Gan est la lecture chinoise de iwa ; dai vient de daigaku « université »). La mascotte de l'université est d'ailleurs un petit personnage appelé « Gan-chan 岩ちゃん ».

## Formation
L'université d'Iwate comprend quatre facultés et une unité de recherche inter-universitaire qui offrent des cours de 1er cycle (学部, gakubu) ainsi que des cours et des formations de 2e et 3e cycles 大学院 (daigakuin).

### Licence
L'université d'Iwate délivre la licence dans différents domaines enseignés dans les facultés suivantes : 
- Faculté des sciences humaines et sociales
- Faculté des sciences de l'éducation
- Faculté d'ingénierie
- Faculté d'agriculture

### Master
L'université d'Iwate délivre le Master dans différents domaines enseignés dans les facultés suivantes :
- Faculté des sciences humaines et sociales
- Faculté des sciences de l'éducation
- Faculté d'ingénierie
- Faculté d'agriculture

### Doctorat
Les études doctorales à l'université d'Iwate débouchent sur différents titres de docteur délivrés par :
- l'École doctorale de la Faculté d'ingénierie
- l'École doctorale de la Faculté d'agriculture
- L'UGAS, United Graduate School of Agricultural Science, qui a été créé par une association inter-universitaires de 4 établissements d'enseignement supérieur du Nord du Japon et forment une unité de recherche (l'École de 2e cycle de la Faculté d'agriculture de l'Université de Hirosaki, l'Université d'Iwate, l'Université de Yamagata et enfin l'école de 2e cycle de la Faculté d'agriculture et de médecine vétérinaire de l'Université de Obihiro).
- Noter que l'université d'Iwate fait partie du programme United Graduate School of Veterinary Sciences (UGSVS), qui offre un programme d'études doctorales de 4 ans, établi à l'Université de Gifu en 1990 en collaboration avec l'Université de Gifu, la Faculté d'agriculture et de médecine vétérinaire de l'Université de Obihiro, et l'Université d'agriculture et des technologies de Tōkyō.

## Ancien étudiant
- Kenji Miyazawa, poète